# Minorka
Das Minorka-Huhn ist ein Haushuhn mit spanischem Ursprung. Im Jahr 1870 fand diese Hühnerrasse den Weg über England nach Deutschland. 1895 wurde der Sonderverein der Minorka- und Zwerg-Minorka-Züchter gegründet.

## Merkmale

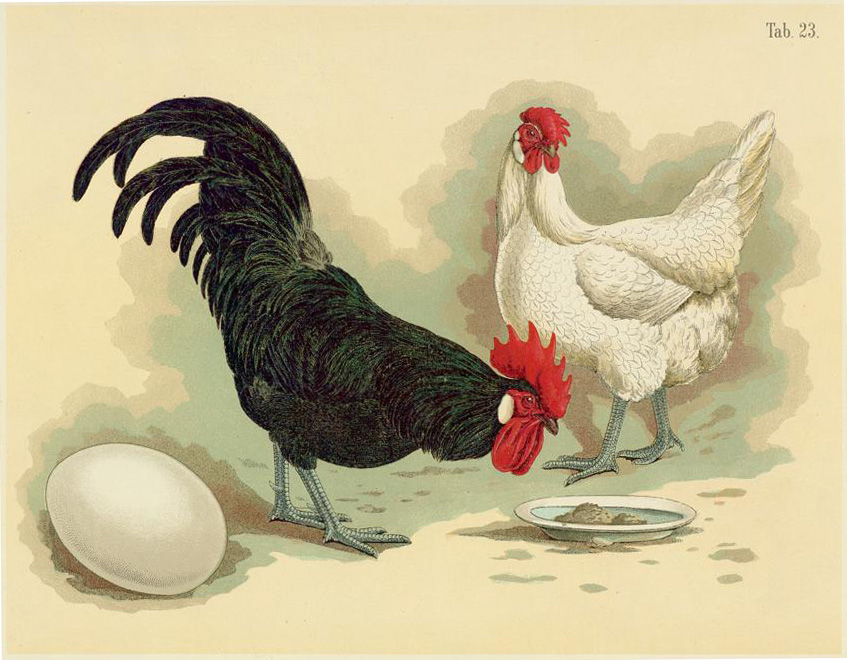
Zeichnung eines schwarzen Minorka-Hahnes mit einer weißen Henne von Jean Bungartz (vor 1885)

Minorka gibt es in den Farben schwarz und weiß. Ein wichtiges Rassemerkmal sind die Ohrscheiben. Sie sollen ca. zwei Drittel der Länge der Kehllappen besitzen. Sie sind glatt, zart, dick im Gewebe, rein weiß, oval geformt und fest anliegend. Diese Besonderheit hebt die Minorka von allen anderen Geflügelrassen ab.
Das Minorka-Huhn legt in seinem ersten Legejahr ca. 170 Eier, die bis 65 Gramm schwer sind. Im zweiten Jahr liegt die Legeleistung bei 130 Eiern, die Eier werden dafür 70 Gramm schwer. Früher fand man Minorka auf jedem Bauernhof an; sie waren eine Industrierasse. Sie wurden von den jetzigen Legehybriden abgelöst.
Der Hahn wiegt zwischen 2,5 und 3,5 Kilogramm, die Henne zwischen 2,25 und 3 Kilogramm. Der Schwanz bei den Hähnen ist voll, mittellang und mit vielen Nebensicheln bestückt. Bei den Hennen ist der Schwanz kräftig entwickelt, aber stets geschlossen getragen. Minorka-Hennen präsentieren sich gerne und fangen an zu „singen“; es ist kein typisches Gackern. Der Hahn kräht im Vergleich zu anderen Rassen sehr wenig und verteidigt seine Hühner auch gegen Raubtiere. Minorka sind gegenüber ihrem Halter sehr treu.
Minorka sind sehr eng mit den Hühnerrassen Spanier, Kastilianer und Andalusier verwandt.
Zudem sind sie Wegbereiter für viele andere Rassen z. B. Deutsches Reichshuhn, Deutscher Sperber, Augsburger, Deutsches Langschan, Orpington, Sachsenhuhn, schwarze Hamburger und schwarze Italiener.
Die anerkannte Zwerghuhnrasse Zwerg-Minorka, ebenfalls vom Sonderverein betreut, ist häufiger als die Großrasse.

## Gefährdung

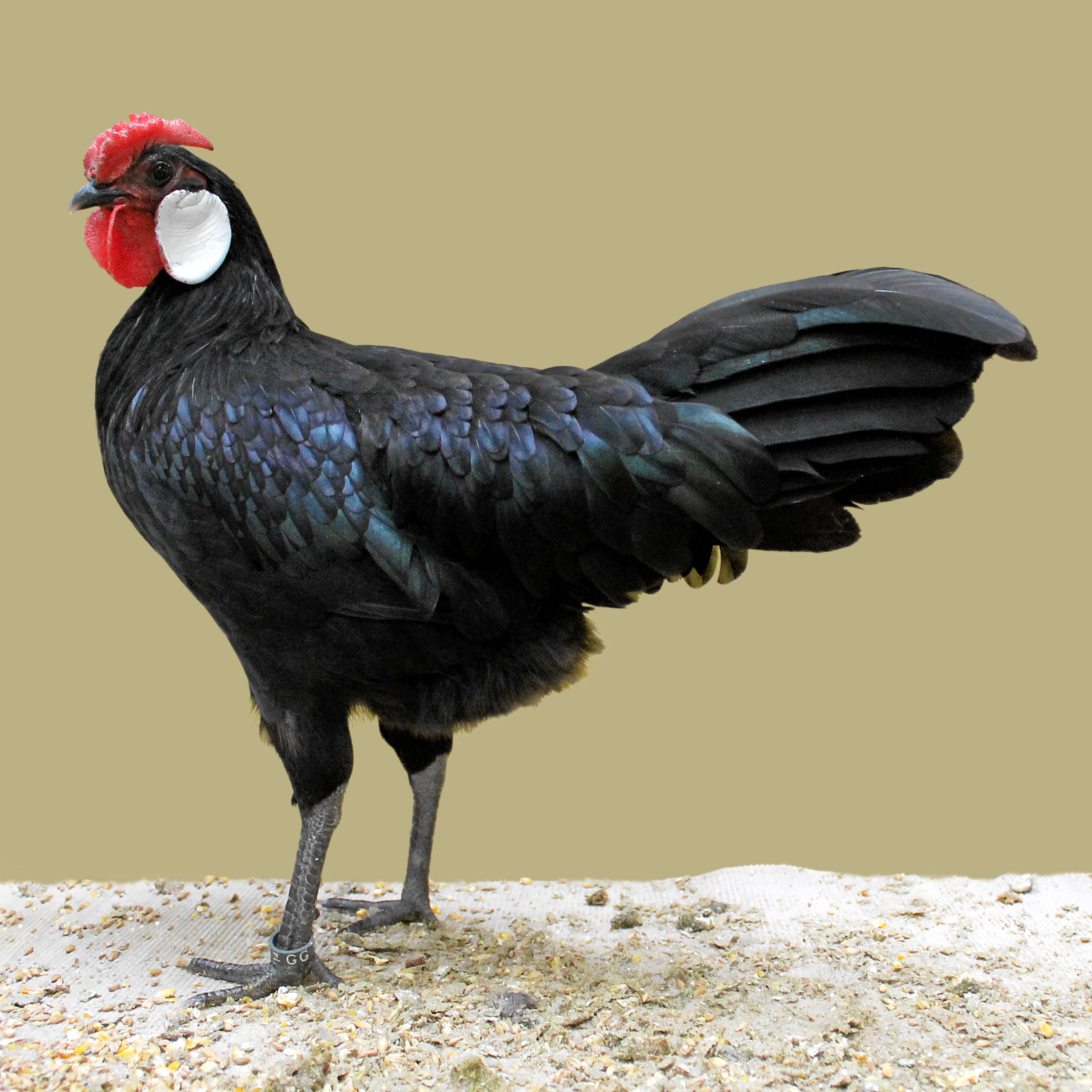
Junghenne mit Rosenkamm, 2014

Minorka mit Rosenkamm galten bereits als ausgestorben. Bei der Deutschen Junggeflügelschau 2014 in Hannover 2014 wurden sie zum ersten Mal nach langer Zeit wieder ausgestellt. Minorka mit Einfachkamm werden in der Liste einheimischer Nutztierrassen in Deutschland der Bundesanstalt für Landwirtschaft und Ernährung und der gemeinsamen Liste alter einheimischer Geflügelrassen in Deutschland vom Bund Deutscher Rassegeflügelzüchter (BDRG) und der Gesellschaft zur Erhaltung alter und gefährdeter Haustierrassen (GEH) in der Kategorie I als „extrem gefährdet“ geführt. (siehe auch: Liste gefährdeter Nutztierrassen)